# Vyšná Boca
Vyšná Boca (in ungherese Királyboca, in tedesco Oberbotza) è un comune della Slovacchia facente parte del distretto di Liptovský Mikuláš, nella regione di Žilina.